# ويلفريد فاينبيرغ
ويلفريد فاينبيرغ (بالإنجليزية: Wilfred Feinberg)‏ (و. 1920 – 2014 م) هو محامي، وقاضي من الولايات المتحدة الأمريكية. ولد في مدينة نيويورك.
توفي في مانهاتن، عن عمر يناهز 94 عاماً.

## مناصب
تولى منصب Judge of the United States Court of Appeals for the Second Circuit.

## التعليم
تعلم في جامعة كولومبيا، وكلية الحقوق بجامعة كولومبيا.